# The Search for One-eye Jimmy
The Search for One-eye Jimmy es una película independiente de Estados Unidos del año 1994. Fue escrita y dirigida por Sam Henry Kass y protagonizada por Michael Badalucco, Jennifer Beals, Steve Buscemi, Samuel L. Jackson, John Turturro y Nicholas Turturro, entre otros.

## Sinopsis
"One-eye" Jimmy (Sam Rockwell), un residente de Red Hook, Brooklyn, ha desaparecido. Su desaparición se difunde por el barrio y un grupo de vecinos se une en una divertida e inepta búsqueda. Les (Holt McCallany), un joven director de cine, se encarga de indagar con su cámara a los habitantes del barrio tratando de resolver el misterio. Los entrevistados son muchos y muy variados, como: Junior (Nicholas Turturro), un ladrón de automóviles; Ed Hoyt (Steve Buscemi), el hermano de Jimmy; Lefty (Ray Mancini), un musculoso boxeador; Disco Bean (John Turturro), un bailarín fanático de Saturday Night Fever; el Coronel Ron (Samuel L. Jackson), un loco veterano de Vietnam; Holly Hoyt (Anne Meara), la madre de Jimmy; y Madame Esther (Aida Turturro), una extraña vidente. El FBI, la iglesia católica y la mafia se unen a la búsqueda, la cual tendrá el más sorprendente final.

## Reparto
- Michael Badalucco - Joe Head
- Jennifer Beals - Ellen
- Steve Buscemi - Ed Hoyt
- Samuel L. Jackson - Col. Ron
- Ray Mancini - Lefty
- Holt McCallany - Les
- Anne Meara - Holly Hoyt
- John Turturro - Disco Bean
- Nicholas Turturro - Junior
- Tony Sirico - Snake
- Sam Rockwell - One-eye Jimmy
- Aida Turturro - Madame Esther
- Wayne Maugans - Tommy Hoyt
- Adam LeFevre - Detective
- Lodge Kerrigan - Camarógrafo
- Joseph Siravo - Padre Julio
- Lucius Coletta - Anthony
- Pat McNamara - Harold Hoyt
- Michael Louis Wells - Ron Tusky
- Nance Robbins - Raffle Woman
- Katherine Turturro - Raffle Woman
- Judson Camp - One-arm Jimmy